# Tolmiana cyanosticta
Tolmiana cyanosticta är en fjärilsart som beskrevs av Sergius G. Kiriakoff 1974. Tolmiana cyanosticta ingår i släktet Tolmiana och familjen tandspinnare. Inga underarter finns listade i Catalogue of Life.